# Hockey Club Lodi
L'Hockey Club Lodi è stato una società di hockey su pista con sede a Lodi. I suoi colori sociali, ispirati allo stemma che campeggiava sullo scudo del condottiero Fanfulla da Lodi, erano il bianco e il nero.
Fondato nel 1948, il sodalizio cessò l'attività nel 1996, dopo aver militato per 12 stagioni – ancorché non consecutive – nel massimo campionato nazionale e aver raggiunto la finale dell'edizione inaugurale della Coppa Italia.
Nel 1965, come «succursale giovanile» del club bianconero, nacque l'Amatori Lodi, che divenne rapidamente la compagine sportiva più seguita e titolata della città.

## Cronistoria
| Cronistoria dell'Hockey Club Lodi |
| --- |
| - 1948 - Fondazione dell'Hockey Club Lodi. - 1948 - - 1949 - - 1950 - - 1951 - - 1952 - - 1953 - - 1954 - - 1955 - - 1956 - - 1957 - - 1958 - - 1959 - - 1960 - - 1961 - 8º in Serie A. - 1962 - 3º in Serie A. - 1963 - 6º in Serie A. - 1964 - 7º in Serie A. - 1965 - 7º in Serie A. - 1966 - 9º in Serie A. Retrocesso in Serie B Finalista in Coppa Italia - 1967 - - 1968 - - 1969 - in Serie B. - 1970 - - 1971 - - 1972 - - 1973 - - 1974 - - 1975 - - 1976 - - 1977 - - 1978 - - 1979 - - 1979-1980 - - 1980-1981 - - 1981-1982 - - 1982-1983 - 3º nella Poule B di Serie B. - 1983-1984 - - 1984-1985 - - 1985-1986 - - 1986-1987 - 3º ai play-off promozione in Serie B. Promosso in Serie A2 - 1987-1988 - - 1988-1989 - 2º in Serie A2. Promosso in Serie A1, eliminato al turno preliminare dei play-off scudetto. - 1989-1990 - 12º in Serie A1. - 1990-1991 - 15º in Serie A1. Retrocesso in Serie A2 - 1991-1992 - 1º in Serie A2. Promosso in Serie A1, eliminato al turno preliminare dei play-off scudetto. - 1992-1993 - 10º in Serie A1. - 1993-1994 - 9º in Serie A1. - 1994-1995 - 6º in Serie A1, eliminato ai quarti di finale dei play-off scudetto. - 1995-1996 - 12º in Serie A1. Retrocesso in Serie A2 - 1996 – Al termine della stagione sportiva 1995-1996 cessa l'attività. |

## Strutture
L'Hockey Club Lodi giocò alla pista di pattinaggio all'aperto del quartiere Revellino. L'impianto, realizzato agli inizi degli anni cinquanta, fu trasformato in arena coperta nel 1968 con il nome di PalaRiboni e poteva accogliere circa 2 000 persone. Dal 1993 la squadra si trasferì al PalaCastellotti.

## Statistiche

### Partecipazioni ai campionati
| Livello | Categoria | Partecipazioni | Debutto   | Ultima stagione | Totale |
| ------- | --------- | -------------- | --------- | --------------- | ------ |
| 1º      | Serie A   | 6              | 1961      | 1966            | 12     |
| 1º      | Serie A1  | 6              | 1989-1990 | 1995-1996       | 12     |